# Al-Qalamoun (Liban)
Pour les articles homonymes, voir Al-Qalamoun.
Al-Qalamoun (arabe : القلمون ) est une commune libanaise située sur la côte méditerranéenne, dans le Gouvernorat du Nord plus précisément dans le district de Tripoli. C'est la première ville au sud de Tripoli, étant distante de 5 kilomètres de celle-ci. Ses habitants sont appelés les Qalamounis.

## Géographie

### Localisation
Al-Qalamoun se situe à environ 5 km de Tripoli et à 75 km de Beyrouth. Elle étend sa forme allongée sur 290 ha entre mer et montagne. Al-Qalamoun est bordée à l'est par le village de Ras Maska (arabe : راس مسقا) et au sud par le village de Kelhat (arabe : قلحات). Autour d'elle, on trouve également Anfeh au sud-ouest, Deddeh au sud-est et Tripoli au nord-est. Les autres côtés, elle donne sur la mer Méditerranée.
| Mer Méditerranée | Mer Méditerranée | Tripoli   |
| Mer Méditerranée | Al-Qalamoun      | Ras Maska |
| Anfeh            | Kelhat           | Deddeh    |

### Climat
Al-Qalamoun connaît un climat méditerranéen. Le tableau ci-dessous contient les moyennes mensuelles des températures à Al-Qalamoun basées sur les mesures météorologiques des 8 dernières années.
| Mois                              | jan. | fév. | mars | avril | mai | juin | jui. | août | sep. | oct. | nov. | déc. | année |
| --------------------------------- | ---- | ---- | ---- | ----- | --- | ---- | ---- | ---- | ---- | ---- | ---- | ---- | ----- |
| Température minimale moyenne (°C) | 8    | 7    | 10   | 12    | 16  | 19   | 22   | 22   | 21   | 17   | 12   | 10   | 15    |
| Température moyenne (°C)          | 12   | 12   | 15   | 17    | 21  | 25   | 27   | 27   | 26   | 22   | 17   | 14   | 19    |
| Température maximale moyenne (°C) | 16   | 17   | 18   | 21    | 25  | 28   | 30   | 30   | 29   | 26   | 22   | 18   | 23    |
| Précipitations (mm)               | 180  | 160  | 220  | 90    | 20  | 10   | 0    | 0    | 10   | 30   | 70   | 230  | 1 020 |

## Toponymie

### Noms
Dans l'antiquité gréco-romaine, Al-Qalamoun était connue sous le nom de Calamus, Kalamos ou Kalomo, puis Calmont, Calamón pendant les Croisades. On la retrouve ensuite à partir du XVIIIe siècle sous le nom de Calamos,, Calamus, Calamon, el-Kulmon ou Kalmoun,.
De nos jours, on retrouve les transcriptions suivantes : El-Qalmoun, Al-Qalamun, El-Qalmoûn, Al-Qalamūn, El-Qalamoûn et Al-Kalamoun.

### Étymologie
L'origine du nom d'Al-Qalamoun se prête à plusieurs hypothèses.
En arabe, le mot grec khamailéôn (grec ancien : χαμαιλέων) signifiant caméléon a donné par extension abū qalamūn (arabe : أبو قلمون (abū qalamūn)), c'est-à-dire « père qalamoun ». Ce nom désigne un vêtement qui possède un tissage particulier de soie et de coton le rendant multicolore au soleil, ainsi qu'un oiseau aux multiples couleurs,,. Il s'agit sûrement du crave à bec rouge, surnommé abū qalamūn en raison de la brillance de son plumage au soleil. Ce nom est aussi utilisé pour désigner le jade. Le terme arabe a ensuite donné en espagnol le nom du calamón, un oiseau au plumage brillant.
D'après le Dr Anis Al Abiad, professeur d'histoire à l'Université Libanaise, le mot qalamoun proviendrait de l'araméen galima qui signifie « colline », et du grec galmos qui signifie « pied de la montagne ».
D'autres pensent que le mot qalamoun proviendrait du nom composé cale mont qui signifie également « pied de la montagne », à l'instar du monastère Notre-Dame de Balamand installé non loin, et dont le nom fut à l'origine Belmont, décomposable en bel mont.
L'historien Fouad Ephreim Al-Boustany pense que le nom qalamoun a un lien avec le mot arabe qalam (arabe : قلم) et le mot latin calamus provenant du grec calamos (grec ancien : κάλαμος) signifiant « roseau » ou « roseau pour écrire ». Il y voit là une référence au fait que le village comptait de nombreuses personnes instruites durant l'Antiquité.
Enfin, une dernière hypothèse serait que les premiers habitants du village à l'époque phénicienne auraient pour origine les montagnes de Qalamoun en Syrie, et leur auraient ainsi rendu hommage en donnant leur nom à leur nouvelle région.

### Attestation dans les écrits
La présence d'Al-Qalamoun est attestée dans de nombreux écrits et récits de voyage, et ceci dès l'Antiquité.
Polybe (m. -124 EC) la cite dans son Histoire Générale (V, 68) sous le nom de Calamos (grec ancien : κάλαμος). Il y rapporte que le roi séleucide Antiochos III, « entrant dans la Syrie par le promontoire appelé Théoprosopon, il prit Botrys, brûla Trière et Calame, et vint à Béryte ». Ici, on peut identifier Botrys à Batroun, Trière à El-Héri, Calame à Al-Qalamoun et Béryte à Beyrouth,,.
Pline l'Ancien (m. 79 EC) la cite dans son Histoire naturelle (V, 78) sous le nom de Calamos, comme on peut le retrouver dans le dictionnaire Gaffiot :

« sur la côte au-dessous du Liban, le fleuve Magoras, Béryte, colonie, appelée Félix Julia, la ville de Léontos, le fleuve Lycos, Palæbiblos, le fleuve Adonis, les villes de Byblos, de Botrys, de Gigarta, de Trieris, de Calamos, Tripolis, habitée par des Tyriens, des Sidoniens et des Aradiens »

— Pline l'Ancien, Histoire naturelle
On peut voir que Pline, en citant les villes de Phénicie en suivant le littoral du sud au nord, place Calamos entre Botrys (actuelle Batroun) et Tripolis (actuelle Tripoli). On peut donc raisonnablement considérer qu'il s'agit bien ici de la ville d'Al-Qalamoun,,.
Nasser Khosro (m. 1088 EC), voyageur, poète et philosophe perse, l'évoque dans son Livre du voyage (persan : سفرنامه (safarnāma)). Il dit être passé en 1047 par un fort se nommant Qalamoun ayant une source à l'intérieur, situé à une parasange (environ 5,6 km) au sud de Tripoli.
« وغادرت طرابلس وسرت على شاطئ الْبَحْر نَاحيَة الْجنُوب فَرَأَيْت على مَسَافَة فَرسَخ وَاحِد قلعة تسمى قلمون فِي داخلها عين مَاء »
— Nasser Khosro, Livre du voyage

« Je quittai Tripoli et me dirigeai vers le sud en suivant le littoral, et je vis alors à une parasange de la ville un fort nommé Qalamoun ayant une source d'eau en son sein »
— Livre du voyage
Al-Idrissi (m. vers 1165 EC), voyageur et géographe arabe andalou, évoque lui aussi dans le Livre de Roger (arabe : نزهة المشتاق في اختراق الآفاق (nuzhat al-muštāq fi iḫtirāq al-āfāq)) le fort de Qalamoun qu'il écrit al-qālamūn (arabe : القالمون) au lieu de al-qalamūn (arabe : القلمون). On peut s'assurer de la correspondance entre ce fort et la ville d'Al-Qalamoun car Al-Idrissi précise sa proximité géographique avec Tripoli (arabe : اطْرابلس (itrābulus)) et Enfeh (arabe : أنفه), qu'il nomme « le nez de pierre » (arabe : أنف الحجر (anf al-ḥaǧar)),.
Abd al-Ghani al-Nabulsi (m. 1731 EC), voyageur, poète et théologien damascène, rapporte dans son livre Voyage vers Tripoli (arabe : التحفة النابلسية في الرحلة الطرابلسية (al-tuḥfa al-nābulsiyya fi al-riḥlati al-ṭarābulsiyya)) s'être arrêté dans le village au 19e jour de son périple, le vendredi 24 septembre 1700.
« حتّى وصلنا إلى قرية تسمّى قلمون، جميع أهلها من بني هاشم. فتلقّونا بغاية الإكرام، وأنزلونا عندهم مع التّوقير والاحتشام، وهيّئوا لنا الذّبائح في أماكنهم والمبيت في منازلهم »
— Abd al-Ghani al-Nabulsi, Voyage vers Tripoli

« jusqu'à ce que nous arrivions à un village se nommant Qalamoun, dont tous les habitants sont des Banû Hâchim. Ils nous reçurent avec tous les honneurs, nous accueillirent chez eux avec révérence et décence, et nous offrirent leurs bêtes pour manger et leurs demeures pour dormir »
— Voyage vers Tripoli
Jean de La Roque (m. 1745 EC), voyageur et homme de lettres français, évoque brièvement dans son Voyage de Syrie et du Mont-Liban être passé en « un lieu fort agréable, appelé Calmont, qu'on dit être la patrie de Sainte Marina », cela après avoir séjourné une nuit au village maronite d'Aarjes qu'il nomme Argès.

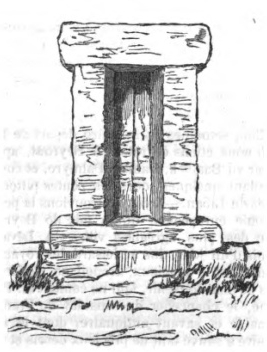
Monument antique à Al-Qalamoun

Melchior de Vogüé (m. 1916 EC), archéologue et diplomate français, dit dans son livre Fragments d'un journal de voyage en Orient être passé par Kalmoun, « joli petit village entouré de verdure » et s'y être arrêté « pour déjeuner sous une touffe de figuiers et de grenadiers chargés de fruits ». Il rapporte avoir vu des monuments antiques à proximité du village :

« Une heure avant d'arriver à ce village j'ai rencontré à quelque distance de la mer des monuments d'une forme étrange ; ils sont formés de trois pierres, deux verticales couronnées par une troisième, et taillées à leur ligne de jonction de manière à former une sorte de niche. Le tout a environ deux mètres d'élévation. Ces petits édifices, d'une antiquité évidemment très-reculée, n'ont d'analogie qu'avec les dolmens celtiques. Peut-être sont-ils une grossière imitation des petits cella monolithes qui servaient dans les temples égyptiens à contenir des statues consacrées. Deux sont debout et les traces d'un troisième sont encore visibles, rangés sur une sorte de soubassement continu. — Quelques fragments se voient autour, entre autres une grande pierre cylindrique, évidée intérieurement comme le serait une margelle de puits. Je n'ose rien avancer sur la nature et la destination de ces dolmens phéniciens. Je me borne à les enregistrer et à les dessiner. »

— Melchior de Vogüé, Fragments d'un journal de voyage en Orient
Ernest Renan (m. 1892 EC), écrivain et historien français, donne dans son ouvrage Mission de Phénicie quelques détails sur Calmoun, et y décrit en citant Melchior de Vogüé la présence de deux monuments qui « ressemblent à deux chapelles monolithes assises sur le même piédestal », en les identifiant comme des pressoirs. Cela lui permet de déduire qu'« il y a eu là sans contredit une ville antique ». Il y rapporte également ce qu'en dit le géographe arabe Al-Idrissi : « Édrisi place au sud de Tripoli un fort de Calmoun ».
Victor Guérin (m. 1890 EC), archéologue et géographe français, parle dans son livre La Terre Sainte d'un village musulman de 800 habitants non loin de Tripoli nommé Kalamoun.

« Au bout d'une heure et demie de marche, on arrive à Kalamoun. C'est un village musulman, assis
sur le bord de la mer; il renferme huit cents habitants. Environné de trois côtés d'une ceinture de beaux jardins, plantés de figuiers, d'orangers, de citronniers, de grenadiers, d'oliviers et de mûriers, il a succédé à l'antique Calamos ou Calamus mentionnée par Polybe (liv. V, ch. LXVIII) et par Pline (liv. V, ch. XVII). Au delà et à l'est du village, de vastes carrières indiquent l'ancienne importance de cette localité, maintenant très-peu considérable. »

— Victor Guérin, La Terre Sainte

### Attestation dans les cartes
On retrouve le village dans diverses cartes du XVIIIe siècle et du XIXe siècle :

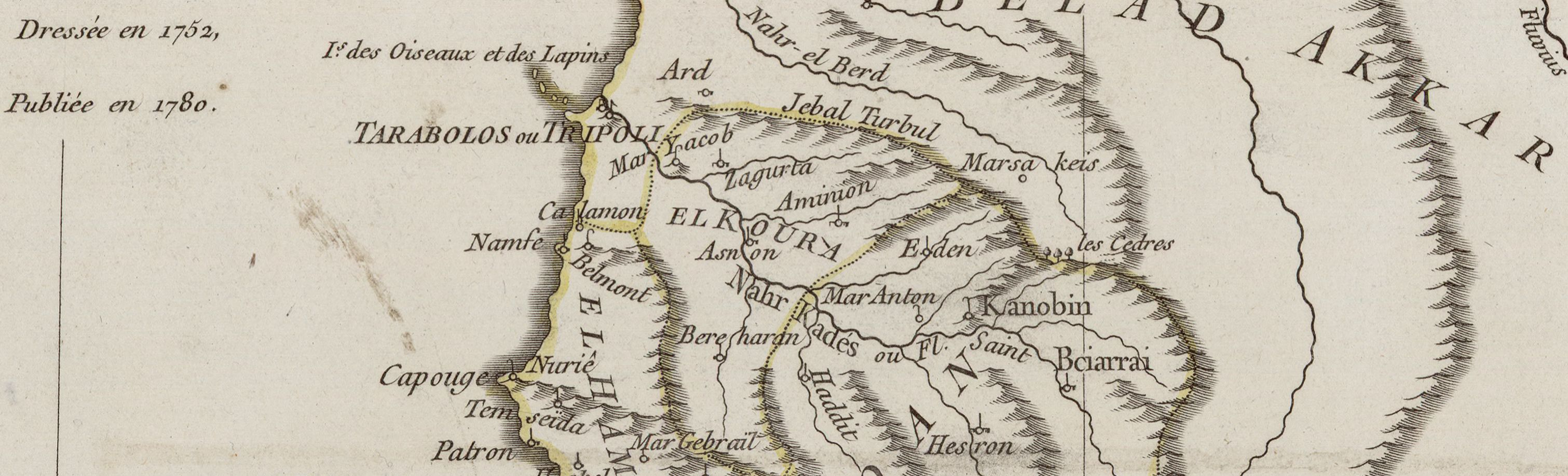
Calamon en 1752
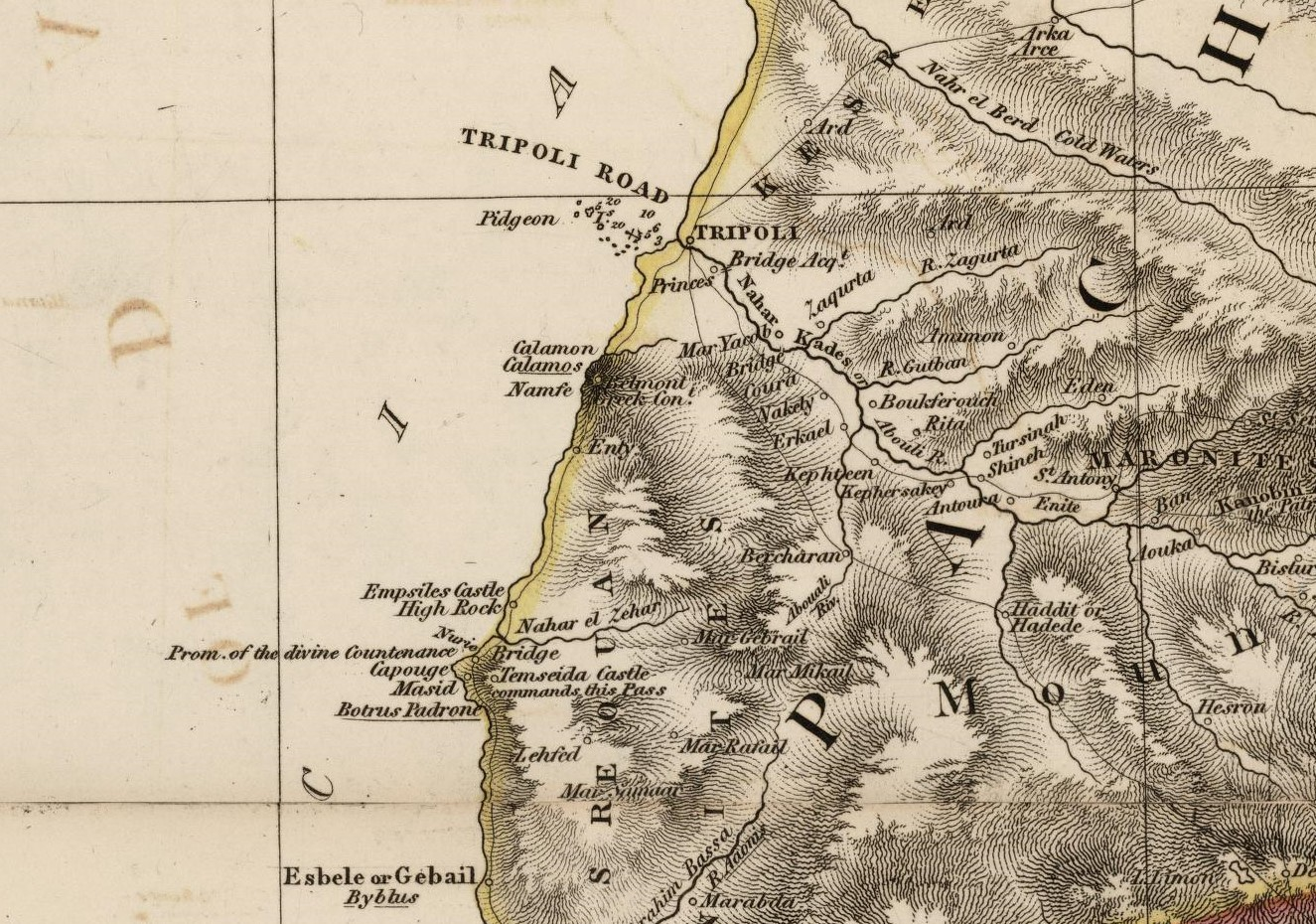
Calamon (Calamos) en 1815
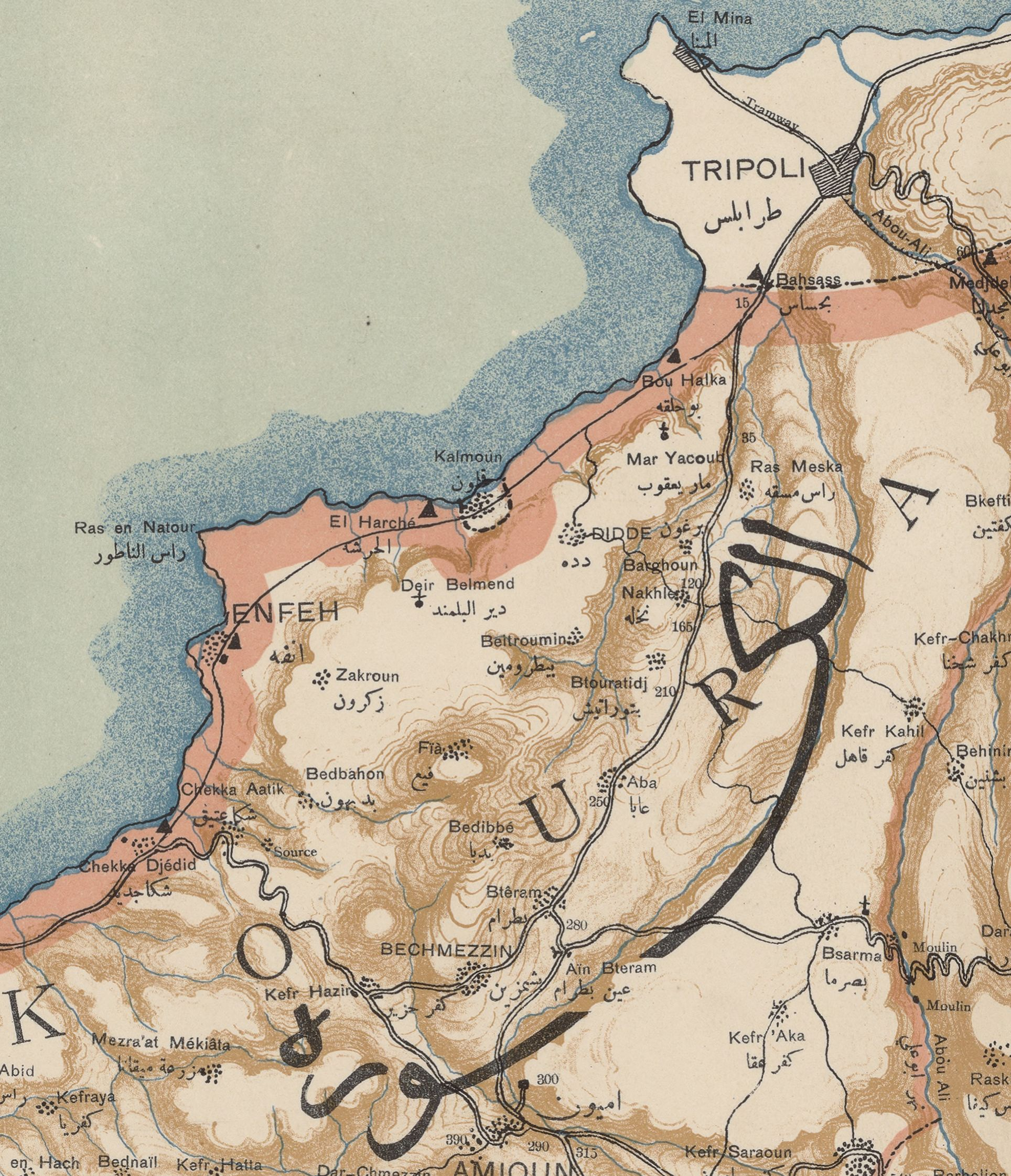
Kalmoun vers 1800
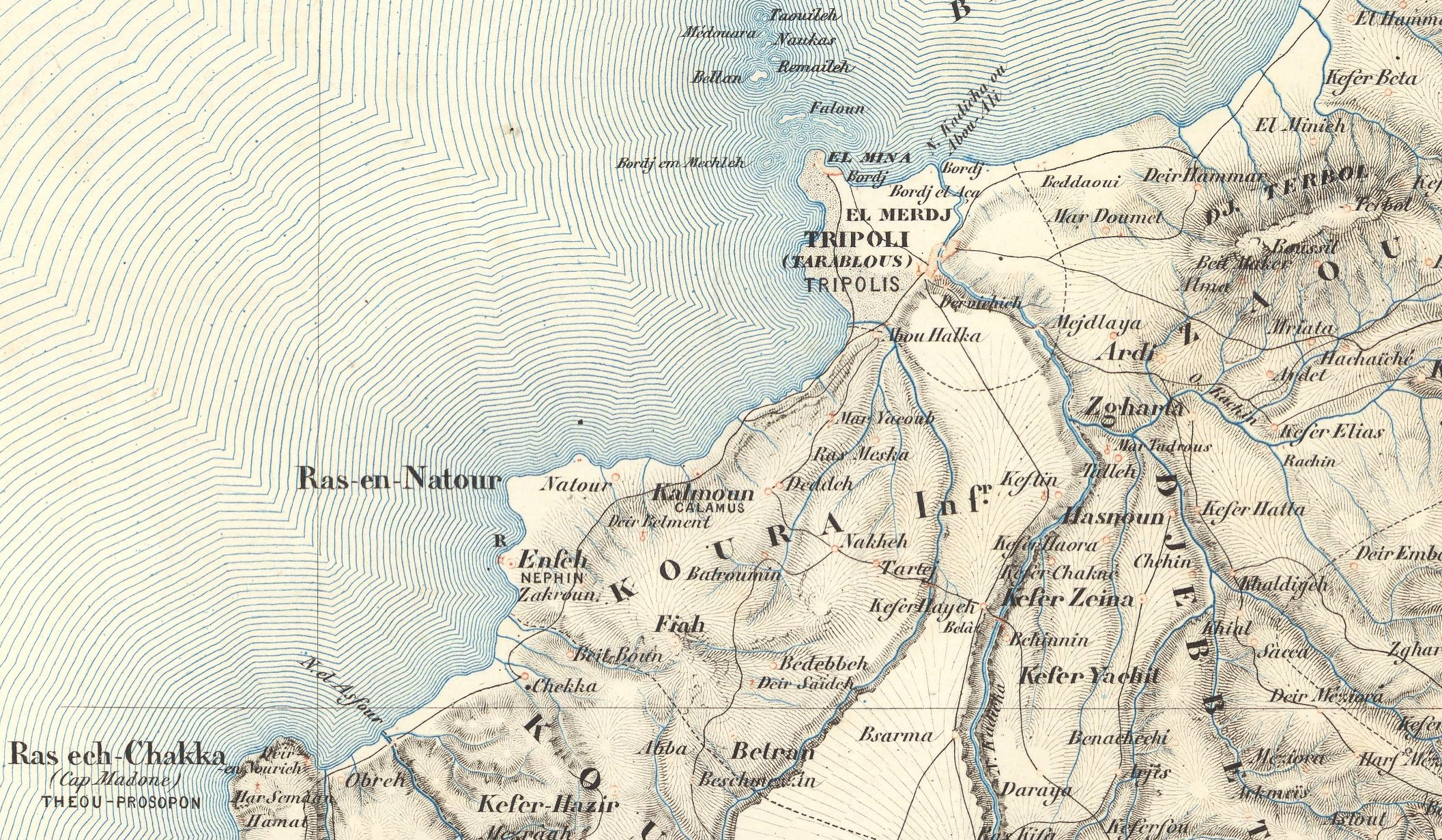
Kalmoun (Calamus) en 1862
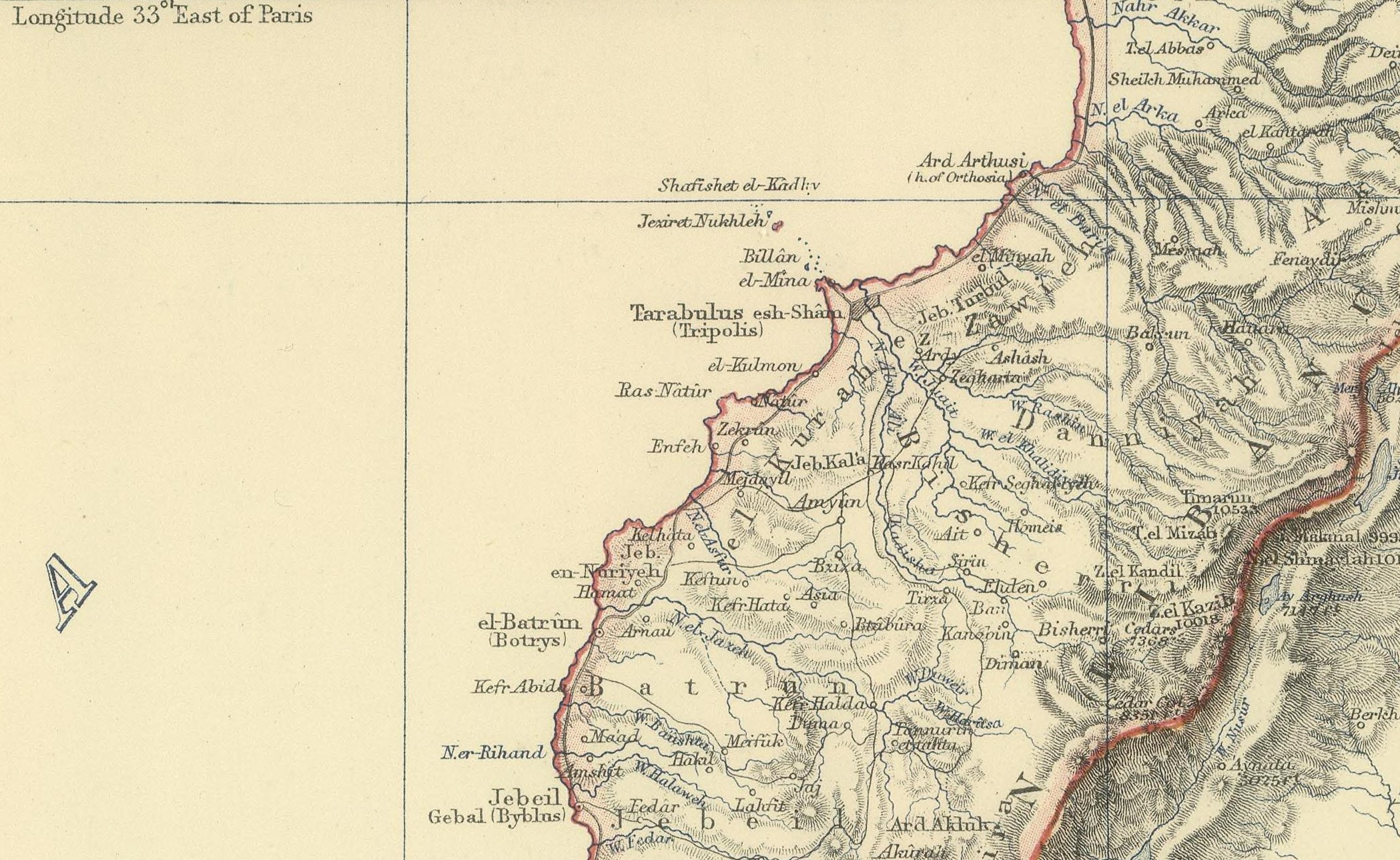
el-Kulmon en 1879
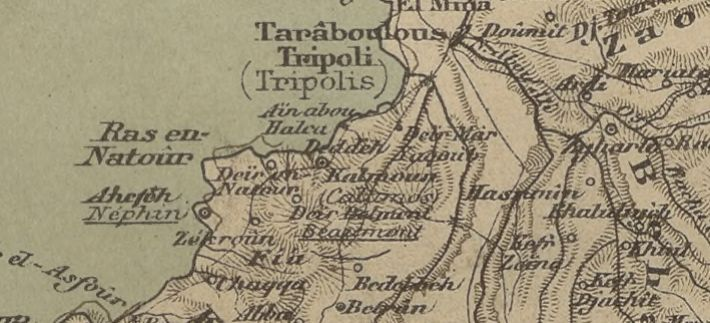
Kalmoun (Calamos) en 1883

## Histoire
L'histoire d'Al-Qalamoun s'étend sur 5 000 ans durant lesquels elle fut un village agricole.
Actuellement, elle est devenue un centre de l'artisanat du cuivre, du laiton et du bronze. Cela résulte de l'installation à Al-Qalamoun d'ouvriers et d'artisans du métal en provenance du Souk an-Nahhassine de Tripoli (le marché traditionnel des travailleurs du cuivre de Tripoli) depuis plusieurs dizaines d'années.

## Population & Société

### Démographie et religion
Les habitants d'Al-Qalamoun, majoritairement musulmans sunnites, sont au nombre de 13 000 personnes environ, dont 2 000 expatriés faisant partie de la diaspora libanaise. À cela s'ajoutent les 4 000 réfugiés syriens ayant fui la guerre en Syrie.

### Éducation
Concernant le niveau de l'éducation, Al-Qalamoun possède un des taux les plus élevés de doctorants au Liban. Ses professeurs, ingénieurs, docteurs, architectes et médecins font d'ailleurs sa célébrité dans tout le pays.

### Art et culture
Al-Qalamoun compte en son sein plusieurs groupes d'anachîds professionnels ou amateurs. Ils abordent des sujets divers et variés, allant de la religion à la politique ou les sujets de société[réf. nécessaire].

### Sport
Au niveau sportif, son équipe de volleyball s'illustre dans les championnats nationaux, tant masculins que féminins.

## Économie
L'avenue principale de la commune est longée de petites boutiques et ateliers où bols de laiton ou de cuivre, chandeliers et autres objets métalliques sont produits traditionnellement (par martellement). Un œil avisé pourra y dénicher d'intéressantes pièces plus anciennes.
D'autres de ces boutiques vendent de l'huile d'olive et des jus de fruits et sirops traditionnels (canneberge, mûre, citron, orange, etc.). Al-Qalamoun est également connue pour ses distilleries d'eau de fleur d'oranger et d'eau de rose, utilisées dans les pâtisseries libanaises. La commune se distingue par ailleurs par la fabrication de la Jazariyyeh, une pâtisserie à base de potiron.
D'autre part, une partie de l'activité du village tourne autour de la pêche, comme en témoignent ses multiples ports et débarcadères, ainsi que ses poissonneries disséminées au bord de la route principale, route la plus proche de la mer.

## Culture locale et patrimoine

### Bâtiments et lieux notables

#### Lieux de culte
La ville d'Al-Qalamoun compte cinq lieux de culte, tous affiliés à l'islam sunnite.

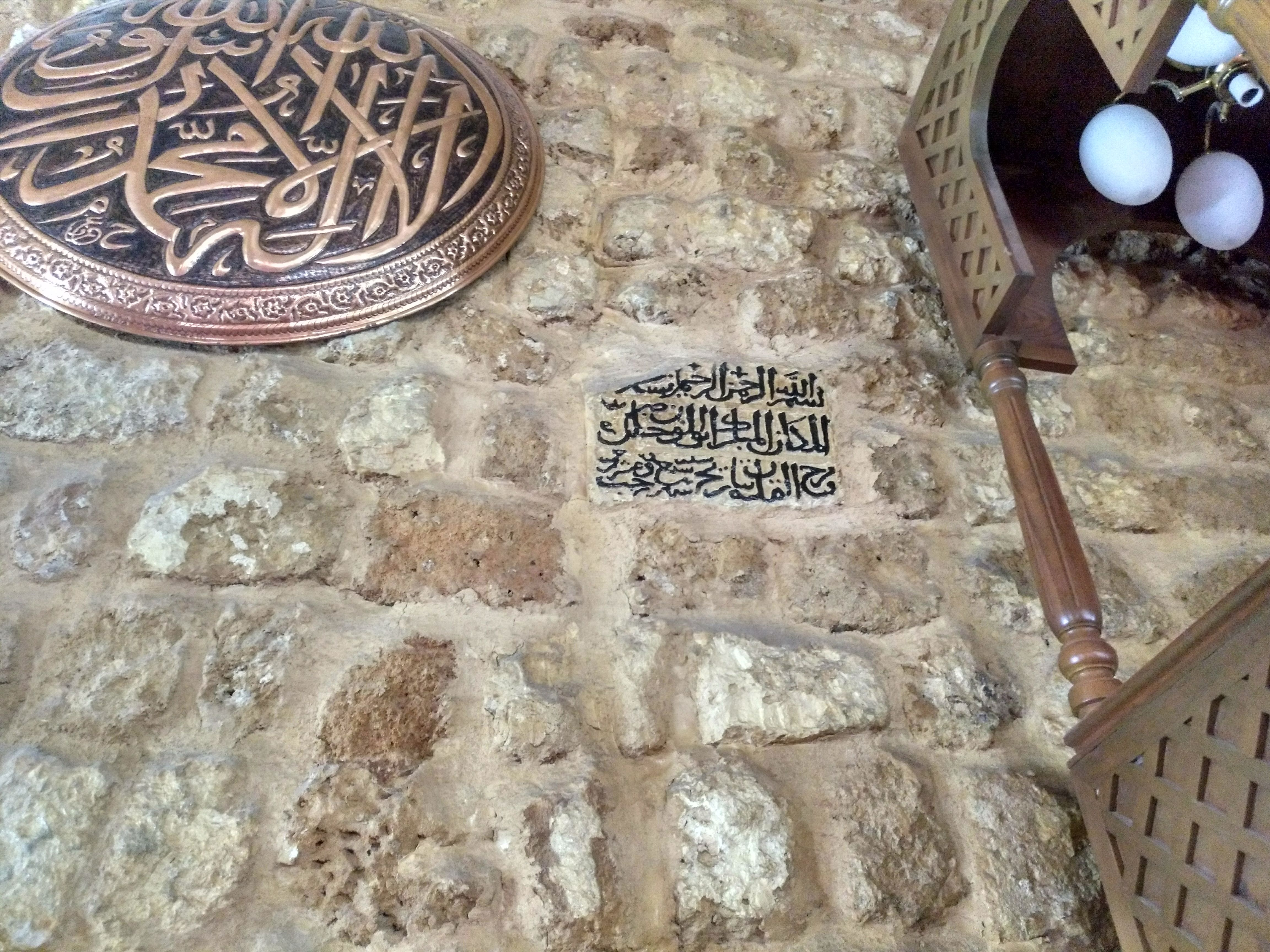
Inscription dans le Jami` al-bahri

La mosquée principale d'Al-Qalamoun se nomme le Jami` al-bahri (34° 23′ 19″ N, 35° 47′ 11″ E) (arabe : الجامع البحري (al-ǧāmiʿ al-baḥrī)), c'est-à-dire la mosquée Maritime, en référence à son emplacement près du rivage. Sa fondation remonterait à plus de 800 ans, comme le confirme une inscription de trois lignes se trouvant près du minbar (527 A.H./1132 EC). Cette date correspond à la période de domination des Croisés à Tripoli. La mosquée a été restaurée par le Cheikh Ali al-Baghdadi (m. 1192 A.H./1778 EC). Elle est composée de deux grandes voûtes, construites en grès comme la plupart des mosquées à Tripoli. La partie supérieure du mur est ornée de corniches et la mosquée est dotée d'un minaret plus récent que le reste de la construction.
La seconde mosquée d'Al-Qalamoun en termes d'importance et d'ancienneté est le Jami` al-gharbi (34° 23′ 05″ N, 35° 46′ 58″ E) (arabe : الجامع الغربي (al-ǧāmiʿ al-ġarbī)), c'est-à-dire la mosquée Occidentale. Son nom fait référence à sa position à l'ouest de la ville par rapport au Jami` al-bahri.
La mosquée al-`Azm (34° 23′ 11″ N, 35° 47′ 23″ E) (arabe : جامع العزم (ǧāmiʿ al-ʿazm)) a été financée par l'ancien Premier Ministre liibanais Najib Mikati via son organisation caritative Azm & Saade.
La mosquée al-Rida (34° 23′ 23″ N, 35° 47′ 33″ E) (arabe : مسجد الرضا (masjid al-riḍā)) a été fondée par l'organisation caritative koweïtienne Rahma International dans le cadre du Complexe de Développement Rahma. Ce complexe compte, en plus de la mosquée, un dispensaire, une salle de réception, une piscine olympique couverte et une école accueillant les enfants syriens réfugiés de la ville,.

On trouve également une salle de prière vers l'extrême ouest de la ville, près du complexe de loisirs North Heaven.

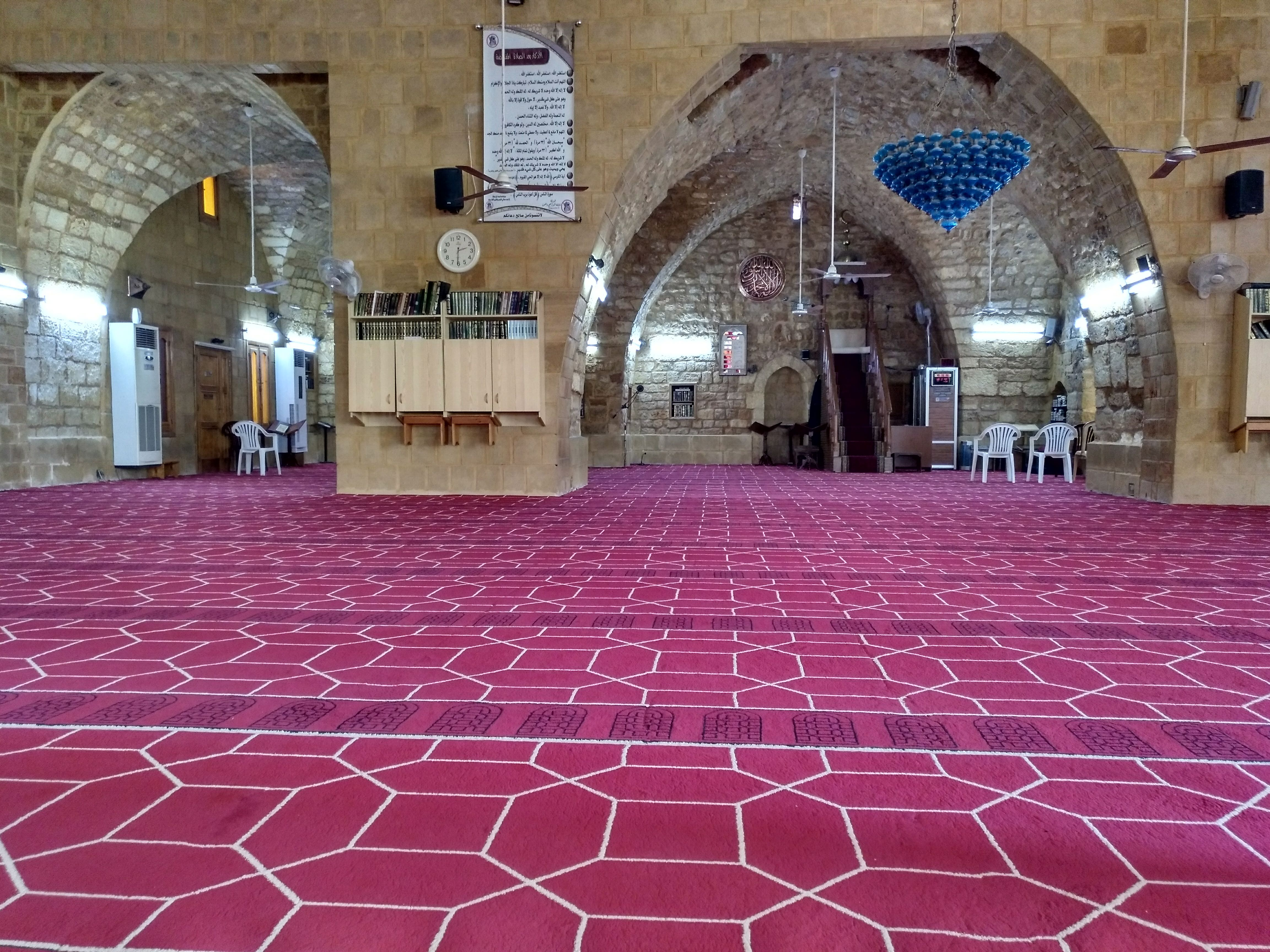
Jami` al-bahri
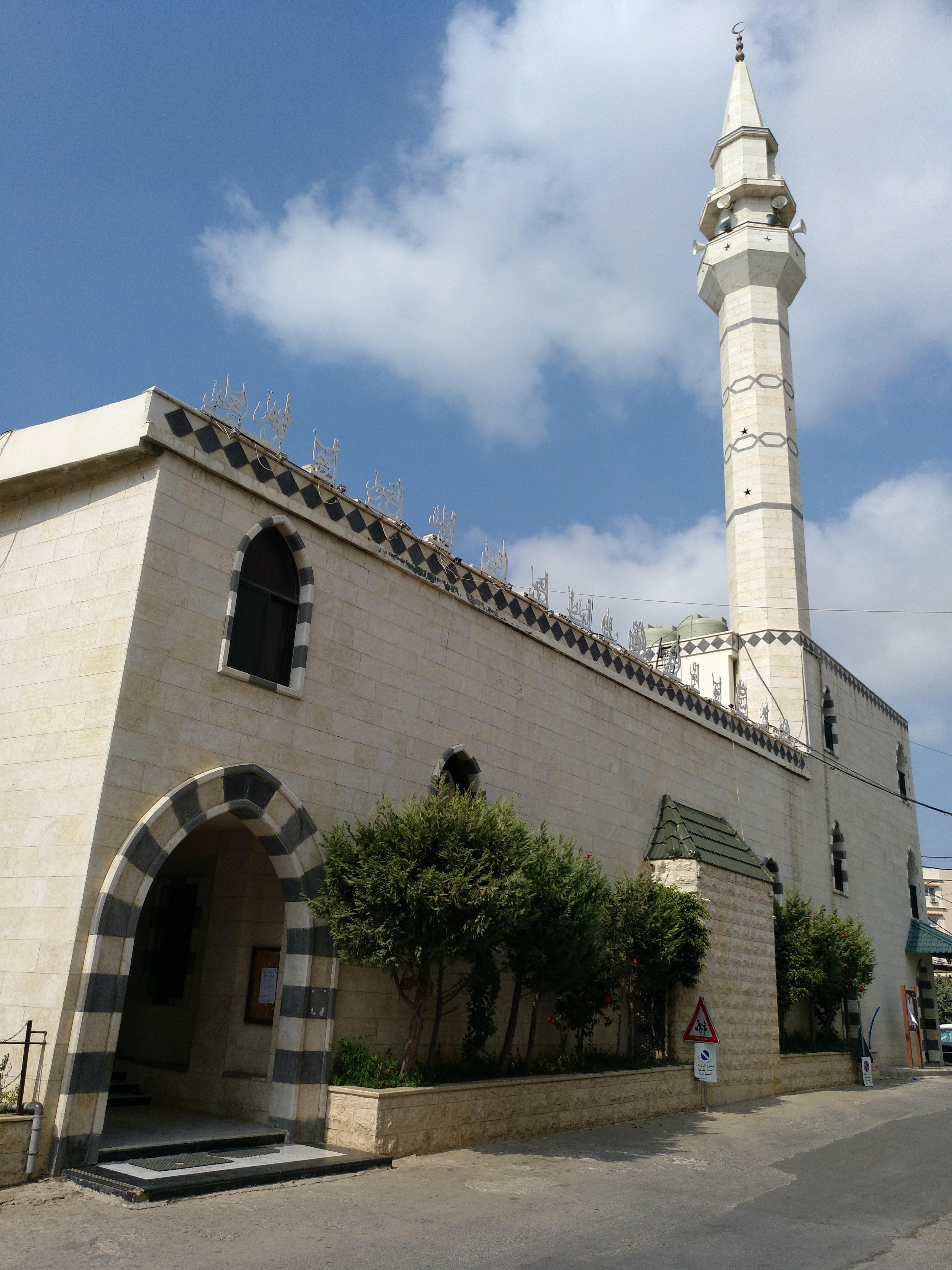
Jami` al-gharbi
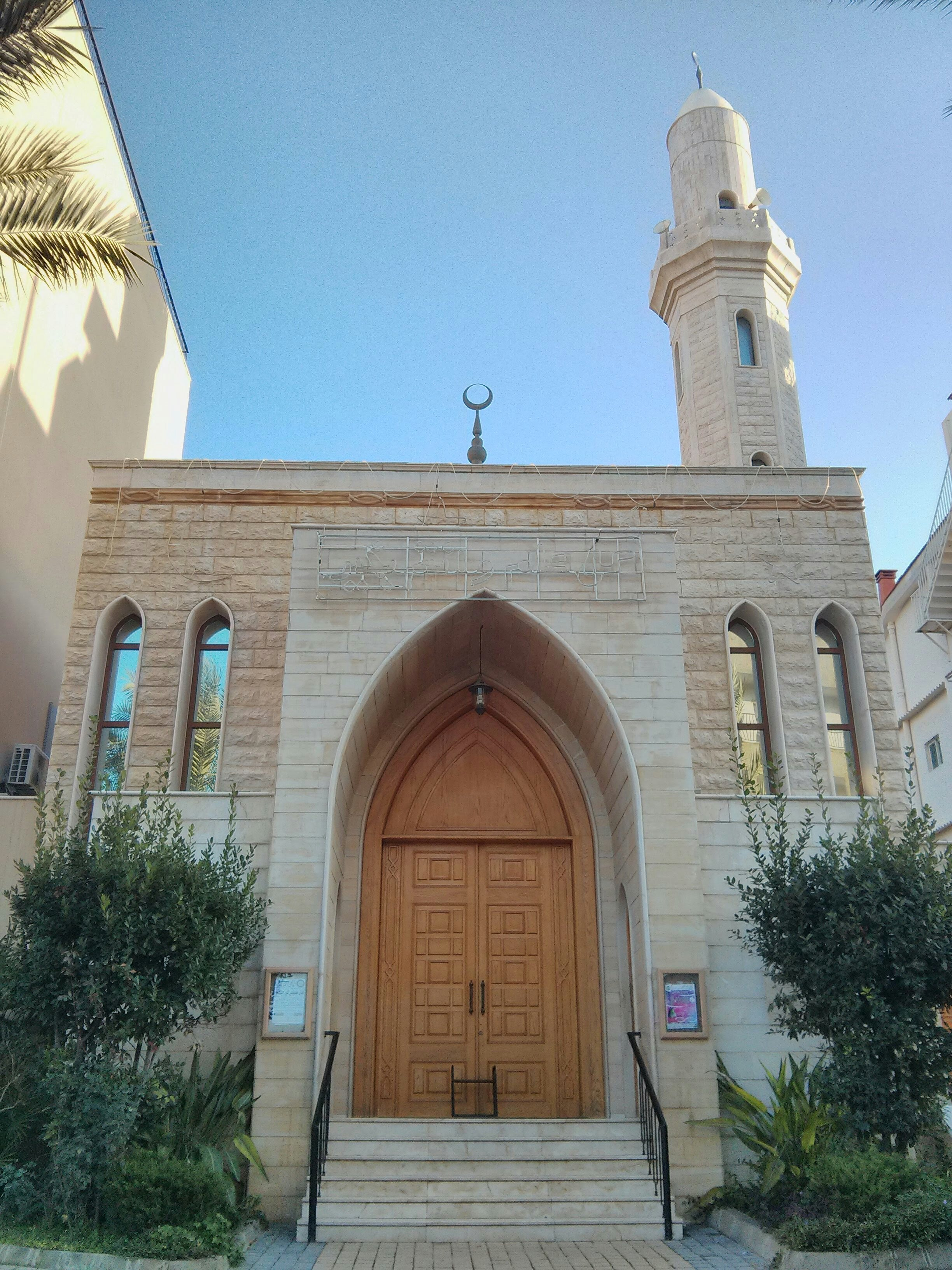
Mosquée al-`Azm

#### Lieux historiques
Au sud du Jami` al-bahri, dans Harat al-`ayn (arabe : حارة العين (ḥārat al-ʿayn)) ou Quartier de la Source, se trouve la salle de prière de Ayn al-jami` (arabe : عين الجامع (ʿayn al-ǧāmiʿ)), c'est-à-dire la Source de la Mosquée. Elle daterait également de l'époque des Croisés. Les Musulmans se seraient repliés près d'une source d'eau se trouvant là. Ils y auraient ensuite construit une salle de prière qui devint ensuite la salle de Ayn al-jami`.

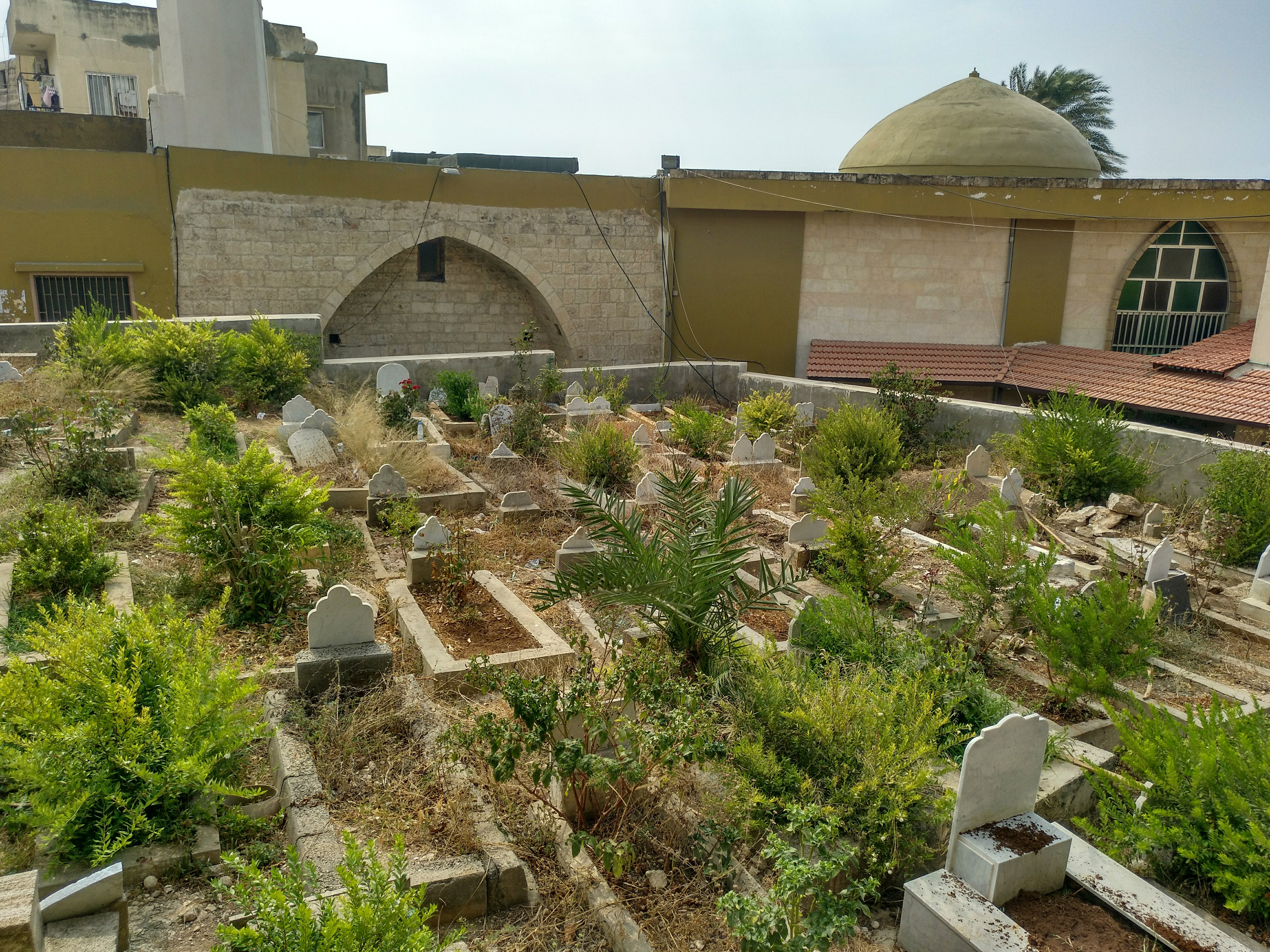
Cimetière des Cheikhs, avec le Jami` al-bahri en arrière-plan

#### Cimetières
Al-Qalamoun compte deux cimetières. Le plus petit et le plus ancien, attenant au Jami` al-bahri, est appelé Cimetière des Cheikhs (34° 23′ 19″ N, 35° 47′ 12″ E) (arabe : مقبرة المشايخ (maqbarat al-mašāyiḫ)) car elle abrite la plupart des personnalités religieuses du village. N'y sont enterrées que les familles descendant du prophète Muhammad. Cependant, le cimetière le plus en usage actuellement est le Cimetière d'Al-Qalamoun (34° 23′ 09″ N, 35° 47′ 13″ E) (arabe : مقبرة القلمون (maqbarat al-qalamūn)), situé dans le quartier Harat al-`ayn, près de la salle de prière Ayn al-jami`. Il est régulièrement amélioré et agrandi grâce à des dons des habitants.

#### Port

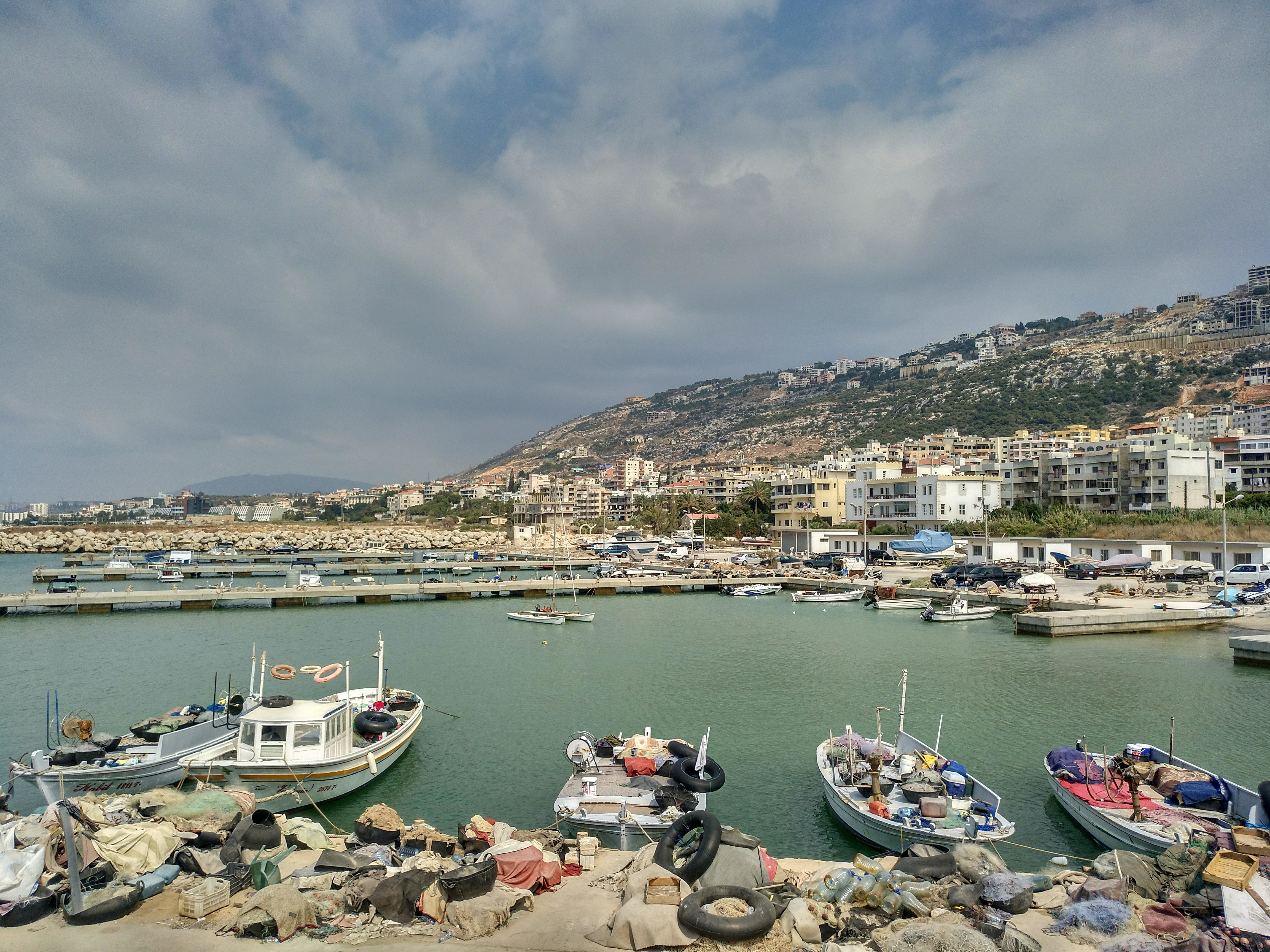
Port d'Al-Qalamoun

Le port d'Al-Qalamoun (34° 23′ 26″ N, 35° 47′ 15″ E) se situe non loin du Jami` al-bahri. Il atteste l'importance de la pêche dans l'économie de la cité.

### Al-Qalamoun dans les arts et la culture
La ville a été évoquée dans plusieurs œuvres et supports, notamment dans des anachîds. Le plus connu d'entre eux est « Ya Qalamoun » (arabe : يا قلمون (yā qalamūn)) ou « Ô Qalamoun ».
D'autre part, Al-Qalamoun a donné son nom à l'ex-vedette Avel Gwalarn de type DF41, cédée par la France à la Marine libanaise le 27 mai 2009, et renommée pour l'occasion Al-Kalamoun 43.

### Personnalités célèbres
Plusieurs personnalités ont vécu à Al-Qalamoun ou sont issues d'une famille locale :
- Marine la Déguisée (m. 750 EC) – Sainte chrétienne qui s'est réfugiée plusieurs années dans une grotte dans la montagne surplombant Al-Qalamoun.
- Mustafa Agha Barbar (m. 1835 EC) – Gouverneur des provinces ottomanes de Tripoli et de Lattaquié au début du XIXe siècle.
- Muhammad Rashid Rida (m. 1935 EC) – Théologien et exégète musulman, créateur de la revue Al-Manar.

### Devise et héraldique
La devise d'Al-Qalamoun est « القلمون، بلدة العلم والعلماء », ce qui signifie en arabe : « Al-Qalamoun, ville du savoir et des savants ». Elle fait référence au fait que plusieurs savants célèbres en sont issus, notamment dans le domaine religieux, le plus connu étant Muhammad Rashid Rida. Elle rappelle aussi le nombre important de diplômés issus de la ville.
| Blason à dessiner | En haut, nous pouvons voir le cèdre du Liban surmonté du croissant musulman, en référence à la confession majoritaire de la ville. Le blason est séparé en deux parties par une bande bleue représentant la mer avec ses vagues. En haut à droite, on retrouve la mention « بلدية القلمون » (mairie d'Al-Qalamoun) au-dessus d'un livre représentant « مجلة المنار » (revue Al-Manar), créé par Muhammad Rashid Rida, fameux théologien musulman originaire de la commune. En bas à gauche, nous avons « زهرة الليمون », la fleur d'oranger, dominant avec l'olivier les vergers de la ville. Enfin, la devise d'Al-Qalamoun est précisée sous le blason « القلمون أرض العلم والعلماء » (Al-Qalamoun, terre du savoir et des savants). |